# Bertrando Spaventa
Bertrando Spaventa (Bomba, Abruzos, 26 de junio de 1817 - Nápoles, 20 de febrero de 1883) fue un filósofo, historiador de la filosofía, político, periodista y profesor italiano.

## Biografía
Nacido en el seno de una familia burguesa, después de haber completado sus primeros estudios en su país, fue enviado por su padre al seminario de Chieti. Después, se trasladó a Montecasino, donde enseñó matemáticas y filosofía, y donde en 1840 fue ordenado sacerdote, más por la necesidad económica de su familia que por vocación. Al final de aquel año, junto con su hermano Silvio, Bertrando se trasladó a Nápoles, donde estableció contactos con los círculos liberales y con los filósofos Ottavio Colecchi y Antonio Tari; y donde continuó su educación aprendiendo inglés y alemán, lo que le permitió poder acceder a la obra de filósofos extranjeros en la lengua original. Esto le permitió contribuir a la difusión de la filosofía alemana y el pensamiento kantiano, en particular.
En la ciudad de Nápoles se dedicó a la enseñanza, fundando una escuela de filosofía privada en 1846, junto con su hermano Silvio, en una sala del Collegio dei Nobili. También colaboró con el diario "Il Nazionale", fundado en 1848 por su hermano con la intención de apoyar la lucha por la independencia y la unificación italiana, pero la situación política tras la revocación de la Constitución apoyada por Fernando II lo obligó a cerrar la escuela y abandonar Nápoles, trasladándose a Florencia. Entre 1848 y 1850 hizo de preceptor del hijo del general Pignatelli. Después de dejar el oficio de tutor y renunciar al hábito sacerdotal, en 1850 se trasladó a Turín, que en aquella época representaba el punto de encuentro de la libertad y la vida moral e intelectual del Reino de Cerdeña. Con la oposición del entorno social turinés, no pudo obtener una plaza de docente, y tuvo que ganarse la vida con traducciones y artículos, dejando durante un tiempo a un lado los escritos filosóficos. Esto lo llevó a tomar una posición respecto a problemas importantes como la libertad de enseñanza, dedicándose al periodismo y a escribir artículos políticos en diferentes diarios como “Il Progreso”, “Il Cimento”, “Il Piemonte” o “Rivista Contemporanea”. Publicó numerosos ensayos y artículos, que después serían recogidos por Giovanni Gentile en "Opero". La actividad periodística le resultaba particularmente aburrida y tediosa. Durante su carrera como periodista entró en controversia con el diario "La Civiltà Cattolica".
Spaventa también realizó actividades políticas. Fue miembro del Consejo Superior de Instrucción Pública en 1861 e inspector de estudios de la provincia de Nápoles de 1866 a 1870. También fue diputado durante tres legislaturas, la X, XI y XII. Incluso la política de Bertrando Spaventa se inspiró en Hegel. El suyo era un pensamiento secular vinculado a un fuerte sentido de la centralidad del Estado, considerado como un organismo que da valor a la nación y como origen de los principios y valores en los que se tendría que inspirar el desarrollo civil. De este modo, elaboró la teoría del estado ético que después asumió Giovanni Gentile. Fue miembro de la Academia napolitana de Ciencias, Morales y Política (1862), de la Academia Pontaniana (1868) y de la Accademia Nazionale dei Lincei (1876).
Llevado por el nacionalismo del momento, procuró elevar el nivel de la filosofía de su país y actualizarla, cosa que para él significaba la asimilación del pensamiento de Hegel. A menudo se ha considerado que él y Augusto Vera -ambos profesores en la Universidad de Nápoles son los precedentes de la importante tradición hegeliana de la Italia del siglo XX que tendrá una influencia decisiva sobre personalidades como Giovanni Gentile o Benedetto Croce.